# Поэтическое (эстетика)
Поэтическое — эстетическая категория, выражающая вид чувственного переживания и восприятия мира или какого-либо объекта. Выступает в оппозиции к прозаическому.
Изначальное разделение произошло в лингвистической сфере, где речь обрела две основные формы: прозу и поэзию. Это разделение впоследствии стало носить метафорический характер противопоставления идеального фантазийного мира и обыденного мира.
Немецкий философ Г. В. Ф. Гегель одним из первых обратил внимание на антитезу «поэтическое-прозаическое» именно в контексте эстетического значения. По Гегелю, поэтическое и прозаическое это два способа представления одного и того же содержания. Поэтический способ характеризуется, во-первых, образностью, во-вторых, субъективностью: он отражает не абстрактное понятие об явлении, а его конкретную действительность так, как оно непосредственно представляется субъекту в созерцании:
Если мы, например, скажем «Солнце» или «утром», то ясно, что здесь имеется в виду, но ранняя пора и само
Солнце не даются нам здесь в наглядном виде. Если же у поэта сказано: «Когда вставала брезжущая розовоперстая Эос», то по существу здесь сказано то же самое; но поэтическое выражение даёт нам нечто большее, так как оно прибавляет к пониманию ещё созерцание усвоенного объекта, или, скорее, устраняет чисто абстрактное понимание, ставя на его место реальную определённость.
Таким образом, поэтическое представление акцентируется на внешних проявлениях объекта и потому является описательным. В то же время это описание исходит из чувства, вызванного созерцанием, то есть поэт намеренно задерживается на собственном представлении предмета, а не переходит сразу к его простому правильному определению. Для прозаического способа представления, напротив, важно донести до сознания значение, а образность и индивидуальность созерцания второстепенны.

Мари-Клотильда Руз, опираясь на работы французского философа М. Дюфренна, также рассматривает поэтическое как мир чувственного опыта субъекта (поэта). Для поэтического отношения важно выражение субъективности и восприятие реальности через эмоциональный опыт. Воображение выхватывает из конкретной действительности образы, которые затем трансформирует посредством субъективности, выявляет новые смыслы и возвращает их человеку, втягивая его в поэтический мир. Тем самым, поэтическое «…выступает как эстетическая категория, которая гуманизирует реальность, поскольку она призывает к глубине человеческого ощущения в экзистенциальной реальности своего бытия в мире».

С лингвистической точки зрения поэтическое также можно охарактеризовать как направленность на само сообщение и его структуру, где практические цели не являются первостепенными. Так как эта функция самодостаточности сообщения всегда взаимодействует с другими аспектами языка, то некорректно рассматривать поэтическое исключительно в контексте поэзии.